# کارل دیترس فن دیترسدرف
کارل دیتِرس فُن دیتِرسدُرف (به آلمانی: Carl Ditters von Dittersdorf) (زادهٔ ۲ نوامبر ۱۷۳۹ – درگذشتهٔ ۲۴ اکتبر ۱۷۹۹) آهنگساز و نوازندهٔ ویولن دورهٔ کلاسیک اهل اتریش بود. او از دوستان یوزف هایدن و موتسارت بود.